# Штурман (система)
Автомати́ческая (или автоматизи́рованная) систе́ма по́мощи машини́сту (также применяется на московском автобусе и иркутском трамвае) (АСПМ) «Шту́рман» — изготовленная для Московского и Петербургского метрополитенов система помощи машинисту, контролирующая его состояние здоровья с целью минимизации влияния человеческого фактора во время управления электропоездом. Разработана компанией «Системные технологии».

## История создания
В Петербургском метрополитене внедрение системы «Штурман» началось с разработки АСПО — автоматической системы предрейсового осмотра.

## Применение
Предназначена для мониторинга состояния машиниста во время работы на линии. Каждую секунду во время движения анализируются сердечный ритм, давление, пульс и другие физические параметры машиниста, что позволяет максимально снизить влияние человеческого фактора и повысить безопасность перевозок. Система представляет собой набор датчиков, встроенных в специальную гарнитуру, закреплённую на ухе машиниста. Эти гарнитуры изготавливаются по слепкам ушной раковины каждого сотрудника, настроены персонально на каждого машиниста и в режиме «онлайн» передают информацию о состоянии организма на бортовой компьютер. Дальше информация обрабатывается и передается оператору. Если система определяет, что машинист может потерять концентрацию или достичь состояния монотонии, оператор связывается с ним через машиниста-инструктора и даёт предупреждение. В случае дальнейшего ухудшения состояния здоровья или появления рассеянности внимания машиниста заменят.
Модификация системы «Штурман» учитывает и анализирует информацию о состоянии машинистов во время движения на временных отрезках различной протяжённости, что позволяет составить оптимальный график работы для каждого сотрудника и значительно увеличить срок нахождения на линии машинистов в полностью работоспособном состоянии.

## Область использования
Система «Штурман» применяется в Петербургском метрополитене на Невско-Василеостровской и Лахтинско-Правобережной линиях, проходила испытания на Таганско-Краснопресненской линии Московского метрополитена, используется на московском автобусе и иркутском трамвае. Системой «Штурман» также оборудованы головные вагоны поезда «Москва».